# Wullschlaegelia
Wullschlaegelia é um género botânico pertencente à família das orquídeas (Orchidaceae). Foi proposto por Reichenbach f., publicado em Botanische Zeitung. Berlin 21: 131, em 1863. É tipificado pela Wullschlaegelia aphylla (Sw.) Rchb.f., originalmente publicada por Swartz como Cranichis aphylla, em 1788. O nome do gênero é uma homenagem a Heinrich Rudolph Wullschlaegel, coletor de plantas alemão.

## Distribuição
O gênero é composto por apenas duas espécies de ervas terrestres, geralmente saprófitas, que vegetam em matéria orgânica em decomposição nas matas úmidas e capoeiras. Uma espécie é originária da América Central e da Floresta Amazônica, a outra pode ser encontrada por praticamente toda a América Latina, excetuado provavelmente apenas o Chile.

## Descrição
As espécies deste gênero caracterizam-se por possuírem raízes em regra finas e longas, raro levemente tuberiformes; e caule amarelo pálido, de aspecto delgadíssimo e anêmico, reto ou sinuoso, afilo, as folhas substituídas por escamas espaçadas.
Suas minúsculas e pálidas flores brotam de racemo terminal mais ou menos longo, algo numerosas e espaçadas, com sépalas laterais concrescidas formando mento calcariforme, mais largas que a sépala dorsal. As pétalas são parecidas com a sépala dorsal porém menores. O labelo é inteiro, articulado ao pé da coluna, mas na base prolongado para dentro do mento formado pelo concrescimento das sépalas laterais. A coluna é curta e espessa. Geralmente formam grande número de cápsulas.
O gênero é muito semelhante a Uleiorchis, do qual se distingue por serem plantas algo pubescentes, enquanto as Uleiorchis são glabras; por não apresentarem o tubérculo radicular sobre o qual brotam as raízes de Uleiorchis; por suas flores muito menores, de sépalas laterais concrescidas em calcar; bem como pelas brácteas florais uninervadas, que são plurinervadas em Uleiorchis.

## Espécies
1. Wullschlaegelia aphylla (Sw.) Rchb.f., Bot. Zeitung (Berlin) 21: 131 (1863).
2. Wullschlaegelia calcarata Benth., J. Linn. Soc., Bot. 18: 342 (1881).